# Alfa Semedo
Pour les articles homonymes, voir Semedo.
Alfa Semedo  Esteves, né le 30 août 1997 à Bissau (Guinée-Bissau), est un footballeur bissaoguinéen évoluant au poste de milieu défensif à Neom SC.

## Biographie

### En club
Semedo est formé au Benfica Lisbonne et rejoint l'équipe B en 2016. Néanmoins, il est prêté à l'UD Vilafranquense pour la saison 2016-2017. Semedo s'engage en juillet 2017 en faveur du Moreirense FC et effectue rapidement ses preuves en Primeira Liga. Il est souvent titulaire, et termine la saison avec deux buts en championnat.
Semedo se voit alors racheté lors de l'été 2018 par son club formateur du Benfica Lisbonne. Mais, subissant une forte concurrence à son poste, il est souvent remplaçant, et ne joue que cinq rencontres de championnat, malgré des titularisations en Coupe. Semedo marque son premier but pour le Benfica en octobre 2018, et offre une victoire 3-2 aux siens en Ligue des champions contre l'AEK Athènes FC. 
En manque de temps de jeu, Semedo est prêté à l'Espanyol de Barcelone lors du mercato d'hiver 2019. Le 17 février 2019, il entre en jeu à la place de Wu Lei lors d'un nul 0-0 face au Valence CF en Liga. Semedo ne joue que trois matchs de championnat où il est à chaque fois remplaçant. Ayant débuté la saison avec le Benfica, le milieu remporte ainsi son premier trophée en carrière avec le succès du club en Liga NOS,.
Le 8 juillet 2019, Semedo est prêté au Nottingham Forest FC. Le 3 août, il est titulaire pour ses débuts en Championship lors d'une défaite 1-2 contre le West Bromwich Albion.
Le 4 octobre 2020, il est prêté à Reading

### En sélection nationale
Alfa Semedo dispute sa première compétition internationale lors de la Coupe d'Afrique des nations 2021 au Cameroun. En décembre 2023, il est retenu dans la liste des vingt-cinq joueurs bissao-guinéens sélectionnés par Baciro Candé pour disputer la Coupe d'Afrique des nations 2023.

## Palmarès
Benfica Lisbonne
- Champion du Portugal en 2019